# Cathédrale Sainte-Marie de Calgary
Cette  cathédrale ne doit pas être confondue avec une autre cathédrale de Calgary.
 D’autres cathédrales portent le nom de cathédrale Sainte-Marie.
La cathédrale Sainte-Marie de Calgary est une cathédrale catholique romaine, située à Calgary dans la province de l’Alberta, au Canada). Le nom complet de l’édifice est cathédrale de l’Immaculée-Conception-de-la-Sainte-Vierge-Marie. La paroisse fondatrice était dédiée à Notre-Dame-de-la-Paix.

## Histoire
Sainte-Marie a d’abord été une église de grès érigée en 1889 à proximité de l’Elbow sur un terrain octroyé par le Chemin de fer Canadien Pacifique. La zone est alors appelée le district de la mission, en raison de l’établissement du père Albert Lacombe présent dès 1884. Le terrain accueille un village francophone incorporé du nom de Rouleauville, qui sera progressivement submergé par de nouveaux arrivants anglophones ; le village est annexé par Calgary en 1907 (faisant de Sainte-Marie une partie de Calgary). C’est également sur la terre de Lacombe qu’est érigé non loin le lycée Sainte-Marie.
Quand le diocèse de Calgary est formé le 30 novembre 1912 par le pape Pie X, Sainte-Marie devient cathédrale et le siège de l’évêque.
La démolition de la cathédrale de grès est lancée le 21 juillet 1955 et le 30 octobre 1955, la première pierre de la nouvelle cathédrale est posée. La construction s’achève en février 1957 et l’église est officiellement consacrée le 11 décembre de la même année en présence de Francis P. Carroll, évêque de Calgary.

## Architecture
- Architectes : Maxwell Bates (en) et Alfred Hodges
- Ingénieurs maîtres-d’œuvre : Jan Bobrowski and Partners
- Contractant : Bird Construction Company Ltd.
- Coût : 1 000 000 de dollars canadiens

La cathédrale est bâtie dans un style néogothique. Le plan en est dessiné en croix de saint Antoine (en forme de T) au lieu de l’habituelle croix latine qui forme la base de la plupart des églises chrétiennes occidentales.
Le tabernacle, les calices, l’ostensoir, les bougeoirs et la lampe éternelle ont tous été dessinés et conçus par Gunning and Son Bronze Works basés à Dublin en Irlande.
Les vitraux de la cathédrale ont été exécutés par la  firme Franz Mayer sise à Munich en Allemagne.
La chaire a été dessinée par les architectes et sculptée dans le chêne par la Globe Furniture Company de Waterloo en Ontario. Les sculptures dépeignent les figures du Christ et de quatre prophètes majeurs : Isaïe, Jérémie, Ézéchiel et Daniel.
Surmontant le portail principal, une statue de près de cinq mètres d’une Vierge à l’Enfant a été sculptée  dans la pierre par l’artiste local Luke Lindoe.
En 1904, le sénateur Pat Burns a fait don à l’église de quatre cloches de 340 kilogrammes chacune, fondues par les ateliers Paccard à Annecy en France. Ces quatre cloches sont les seules parties de l’ancien bâtiment réutilisées dans la construction de la nouvelle cathédrale.